# Сенките на забравените предци
„Сенките на забравените предци“ (на украински: Тіні забутих предків) е украински съветски драматичен филм от 1964 година на режисьора Сергей Параджанов.
Сценарият, написан от Параджанов в съавторство с Иван Чендей, е основан на едноименната повест на Михаил Коцюбински. В центъра на сюжета е животът на главния герой Иван, който след ранната смърт на момичето, в което е влюбен, се жени за друга жена. Филмът описва традиционния бит и култура на гуцулите, украинска етнографска група, живеещи в Карпатите. Главните роли се изпълняват от Иван Миколайчук, Лариса Кадочникова, Татяна Бестаева.
„Сенките на забравените предци“ е първият по-значим филм на Параджанов, който му донася международна известност.